# Bahnstrecke Horka–Przewóz
| Streckennummer: | 6577                 |                                                              |                                                              |
| Kursbuchstrecke: | 177t (1966)          |                                                              |                                                              |
| Streckenlänge: | 26,030 km            |                                                              |                                                              |
| Spurweite: | 1435 mm (Normalspur) |                                                              |                                                              |
| |                      |                                                              |                                                              |
| \| \| 0,000 \| Horka Nord früher Horka Klbf \| Horka Nord früher Horka Klbf \| \| \| 1,985 \| Biehain \| Biehain \| \| \| \| von Horka Gbf \| \| \| \| 5,740 \| Nieder-Neundorf \| Nieder-Neundorf \| \| \| 7,540 \| Rothenburg (Lausitz) \| Rothenburg (Lausitz) \| \| \| 12,125 \| Anst Flugplatz Rothenburg (900 m) \| Anst Flugplatz Rothenburg (900 m) \| \| \| 12,690 \| Lodenau \| Lodenau \| \| \| \| \| \| \| \| 14,900 \| Steinbach (b Niesky) \| Steinbach (b Niesky) \| \| \| 16,000 32,937 \| Lausitzer Neiße (seit 1945: Staatsgrenze Deutschland–Polen) \| Lausitzer Neiße (seit 1945: Staatsgrenze Deutschland–Polen) \| \| \| 31,771 \| Sanice früher Sänitz \| Sanice früher Sänitz \| \| \| 29,163 \| Lipa Łużycka früher Selingersruh; bis 1938: Dobers-Leippa \| Lipa Łużycka früher Selingersruh; bis 1938: Dobers-Leippa \| \| \| 24,730 \| Młyn Lipna (Selingersruh-Mühle) \| Młyn Lipna (Selingersruh-Mühle) \| \| \| 25,940 \| Bucze Żagańskie früher Buchwalde \| Bucze Żagańskie früher Buchwalde \| \| \| 24,730 \| Papiernia Bucze (Papierfabrik Klein Priebus) \| Papiernia Bucze (Papierfabrik Klein Priebus) \| \| \| 23,500 \| \| \| \| \| \| Przewóz Południowy früher Priebus Kleinbahnhof / Priebus Süd \| \| \| \| \| von Przysieka \| \| \| \| 23,085 \| Przewóz früher Priebus \| Przewóz früher Priebus \| \| \| \| nach Jankowa Żagańska \| \| \| \| \| \| \| \| Quellen: [1][2][3][4] \| \| \| \| |                      |                                                              |                                                              |
| Kopfbahnhof Streckenanfang (Strecke außer Betrieb) | 0,000                | Horka Nord früher Horka Klbf                                 | Horka Nord früher Horka Klbf                                 |
| Haltepunkt / Haltestelle (Strecke außer Betrieb) | 1,985                | Biehain                                                      | Biehain                                                      |
| Abzweig ehemals geradeaus und von rechts |                      | von Horka Gbf                                                | von Horka Gbf                                                |
| ehemaliger Bahnhof | 5,740                | Nieder-Neundorf                                              | Nieder-Neundorf                                              |
| Bahnhof | 7,540                | Rothenburg (Lausitz)                                         | Rothenburg (Lausitz)                                         |
| Abzweig geradeaus und von rechts | 12,125               | Anst Flugplatz Rothenburg (900 m)                            | Anst Flugplatz Rothenburg (900 m)                            |
| ehemaliger Haltepunkt / Haltestelle | 12,690               | Lodenau                                                      | Lodenau                                                      |
| |                      |                                                              |                                                              |
| Haltepunkt / Haltestelle (Strecke außer Betrieb) | 14,900               | Steinbach (b Niesky)                                         | Steinbach (b Niesky)                                         |
| Grenze auf Brücke über Wasserlauf (Strecke außer Betrieb) | 16,000 32,937        | Lausitzer Neiße (seit 1945: Staatsgrenze Deutschland–Polen)  | Lausitzer Neiße (seit 1945: Staatsgrenze Deutschland–Polen)  |
| Bahnhof (Strecke außer Betrieb) | 31,771               | Sanice früher Sänitz                                         | Sanice früher Sänitz                                         |
| Haltepunkt / Haltestelle (Strecke außer Betrieb) | 29,163               | Lipa Łużycka früher Selingersruh; bis 1938: Dobers-Leippa    | Lipa Łużycka früher Selingersruh; bis 1938: Dobers-Leippa    |
| Abzweig geradeaus und nach links (Strecke außer Betrieb) | 24,730               | Młyn Lipna (Selingersruh-Mühle)                              | Młyn Lipna (Selingersruh-Mühle)                              |
| Haltepunkt / Haltestelle (Strecke außer Betrieb) | 25,940               | Bucze Żagańskie früher Buchwalde                             | Bucze Żagańskie früher Buchwalde                             |
| Abzweig geradeaus und von links (Strecke außer Betrieb) | 24,730               | Papiernia Bucze (Papierfabrik Klein Priebus)                 | Papiernia Bucze (Papierfabrik Klein Priebus)                 |
| | 23,500               |                                                              |                                                              |
| ehemaliger Bahnhof |                      | Przewóz Południowy früher Priebus Kleinbahnhof / Priebus Süd | Przewóz Południowy früher Priebus Kleinbahnhof / Priebus Süd |
| Abzweig geradeaus und von links |                      | von Przysieka                                                | von Przysieka                                                |
| Bahnhof | 23,085               | Przewóz früher Priebus                                       | Przewóz früher Priebus                                       |
| Strecke |                      | nach Jankowa Żagańska                                        | nach Jankowa Żagańska                                        |
| |                      |                                                              |                                                              |
| Quellen: |                      |                                                              |                                                              |

Die Bahnstrecke Horka–Przewóz ist eine Nebenbahn in Sachsen und Polen, die ursprünglich durch die Kleinbahn Horka–Rothenburg–Priebus AG erbaut und betrieben wurde. Sie zweigt heute im Bahnhof Horka Gbf von der Bahnstrecke Węgliniec–Roßlau ab und führt in der Oberlausitz nach Rothenburg/Oberlausitz. Die weitere Strecke über die Lausitzer Neiße nach Przewóz (Priebus) ist heute stillgelegt. Dort bestand Anschluss an die Bahnstrecke Hansdorf–Lichtenberg (Jankowa Żagańska–Przysieka) der Lausitzer Eisenbahn-Gesellschaft (LEG). 
Die Polnischen Staatsbahnen (PKP) führten die Strecke zwischen Sanice und Przewóz und die weiterführende Verbindung nach Jankowa Żagańska als Einheit. In der polnischen Strecken-Nomenklatur wurde sie als Linie 380 (Jankowa Żagańska–Sanice) geführt.

## Geschichte

### Bis 1945

Aktie über 100 RM der Kleinbahn Horka-Rothenburg-Priebus AG vom 13. Juni 1929

Die Kleinbahn Horka–Rothenburg–Priebus AG wurde am 24. Januar 1907 gegründet. Zu den Gründern gehörten der preußische Staat, die Provinz Schlesien, der Landkreis Rothenburg (Ob. Laus.) sowie einige Unternehmungen und Privatleute. Drei Jahre nach der Umbenennung der Gemeinde Horka in Wehrkirch wurde die Gesellschaft am 7. Juli 1939 in Kleinbahn Wehrkirch–Rothenburg–Priebus AG umfirmiert.
Ausgangspunkt der normalspurigen Bahnlinie war der Knotenpunkt Horka, an dem sich die Bahnstrecke Berlin–Görlitz der Berlin-Görlitzer Eisenbahn-Gesellschaft und die Bahnstrecke Kohlfurt–Falkenberg der Oberlausitzer Eisenbahn-Gesellschaft kreuzten. Vom dortigen Kleinbahnhof (Horka Nord) führte die Bahn ab 15. Dezember 1907 in nordöstlicher Richtung zur damaligen Kreisstadt Rothenburg, und ab 17. Mai 1908 weiter – dem linken Ufer der Lausitzer Neiße folgend – nach Lodenau. Bei Steinbach überquerte die Strecke den Fluss und erreichte nach insgesamt 26 Kilometern den Endpunkt Priebus, wo in 450 Meter Entfernung Anschluss an die Strecke der Lausitzer Eisenbahn-Gesellschaft in Richtung Sagan und Lichtenberg bestand.
Den Betrieb führte die Unternehmung Lenz & Co. GmbH, die sich auch an der Gesellschaft beteiligte, so dass die AG für Verkehrswesen 1940 56 Prozent des Aktienkapitals besaß.
Am Ende des Zweiten Weltkriegs im Mai 1945 wurde die Brücke über die Lausitzer Neiße von der Wehrmacht gesprengt, so dass kein durchgehender Verkehr mehr möglich war. Zuvor verkehrte ein Räumungszug von Priebus nach Aschersleben für Flüchtlinge und Verwundete.

### Deutscher Streckenabschnitt seit 1945
Die private Kleinbahn wurde 1949 auf dem Abschnitt südwestlich der neu gezogenen Staatsgrenze zwischen der DDR und Polen an der Lausitzer Neiße der Deutschen Reichsbahn unterstellt. Die stets schwierige Lage der Bahn besserte sich auch danach nicht, zumal die Strecke durch die Oder-Neiße-Grenze getrennt war. Nach Kriegsende fuhren die Züge von Horka Nord zunächst bis zu einem Haltepunkt bei km 15,0, der später den Namen Steinbach (b Niesky) erhielt.

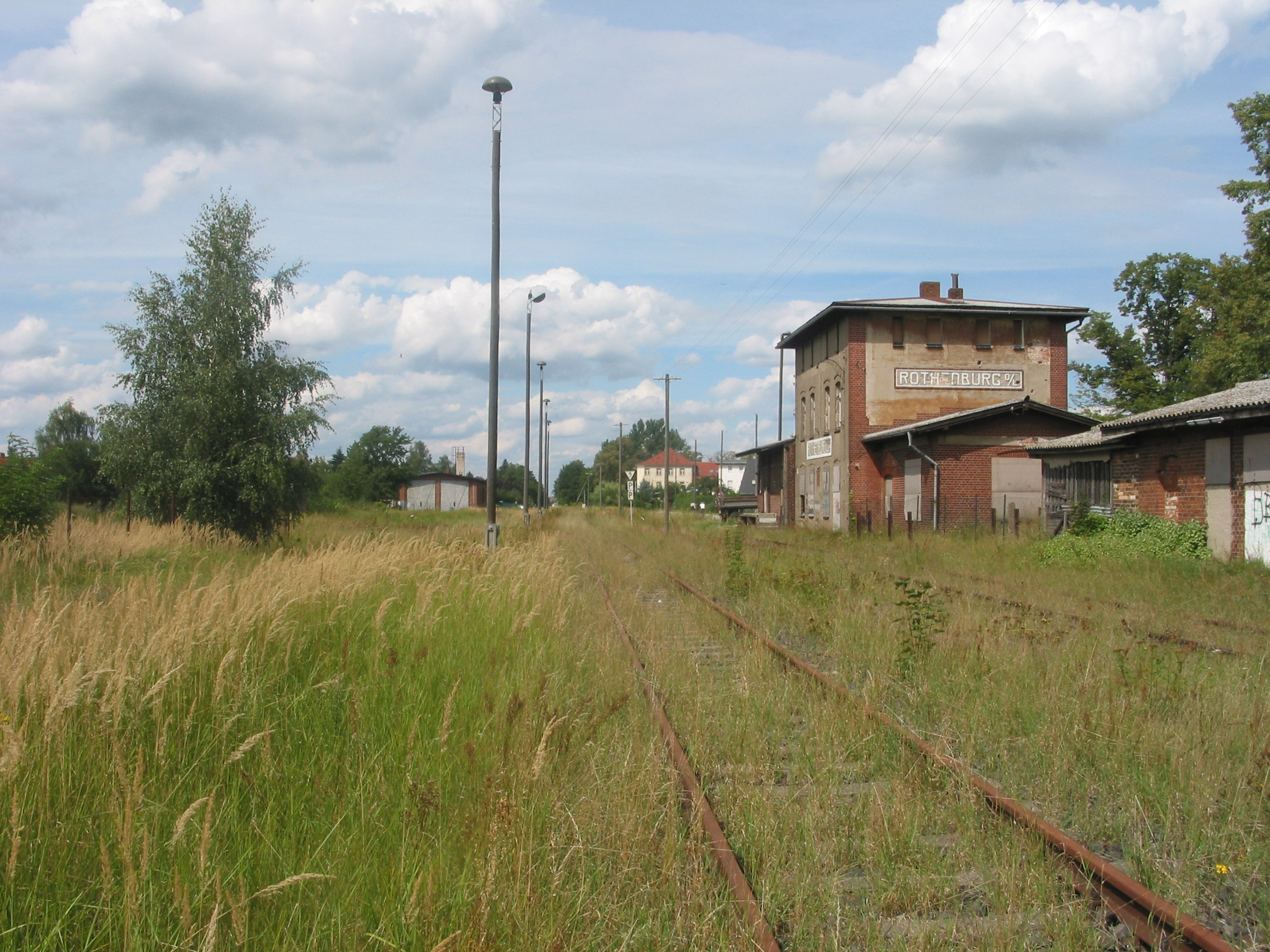
Bahnhof Rothenburg (Oberlausitz) (2007)

Der Reiseverkehr wurde seit dem 1. Juni 1958 im Schienenersatzverkehr abgewickelt. Tarifprobleme führten dazu, dass die Deutsche Reichsbahn den Busverkehr erst neun Jahre nach der Fahrt des letzten fahrplanmäßigen Zuges offiziell am 27. Mai 1967 endgültig an den VEB Kraftverkehr übertragen konnte. 
Der Güterverkehr Lodenau–Steinbach wurde 1968 eingestellt. Offiziell stillgelegt wurde der Abschnitt Lodenau–Steinbach am 22. April 1993. 
Das Reststück Horka–Lodenau wurde fortan als Anschlussbahn betrieben. Später wurde die Strecke durch die Deutsche Regionaleisenbahn GmbH (DRE) übernommen. Es kam in der Folgezeit zwar nicht zu einer Gründung einer geplanten Museumsbahn, jedoch erfolgten Sonderfahrten bei den Rothenburger Sommerfesten. Ab Herbst 2008 wurde die Strecke bis zu einem Anschlussgleis des neuen Pelletwerks im Gewerbegebiet am Rothenburger Flugplatz ertüchtigt, da dieses mit Ganzzügen bedient werden sollte. Anlässlich der Eröffnung der Anschlussbahn besuchte der sächsische Wirtschaftsminister Thomas Jurk das Werk mit einem Triebwagen der Ostdeutschen Eisenbahn (ODEG) am 5. November 2008. Da das Pelletwerk noch vor der Produktionsaufnahme im Sommer 2009 Insolvenz anmeldete, kam es nicht zur beabsichtigten Aufnahme des Güterverkehrs.
Im Zusammenhang mit der Streckenertüchtigung war eine Wiederaufnahme des Personenverkehrs in der Diskussion. Dadurch könnte unter anderem der Schülerverkehr zwischen Rothenburg, Horka und Niesky auf dem Schienenweg erfolgen. Nachdem diese Idee nach der Vorstellung eines entsprechenden Gutachtens im Jahr 2012 wieder in Vergessenheit geriet, ist sie seit dem Kauf der Strecke Horka–Lodenau am 22. Dezember 2015 durch die DRE wieder aktuell.
Ende August 2024 erhielt die DRE vom Sächsischen Wirtschaftsministerium die Genehmigung zum Betrieb der Strecke. Statt als Anschlussbahn ist die Strecke fortan wieder als öffentliche Eisenbahninfrastruktur gewidmet.

### Polnischer Streckenabschnitt seit 1945
Der Abschnitt nordöstlich der Neiße wurde 1945 von den Polnischen Staatsbahnen übernommen. In der Folge wurde der Abschnitt Sanice–Przewóz (Sänitz–Priebus) wieder im Personen- und Güterverkehr in Betrieb genommen, der Restabschnitt bis zur Neißebrücke wurde abgebaut. Im Personenverkehr wurde eine durchgehende Strecke mit der Strecke Przewóz–Jankowa Żagańska (Priebus–Hansdorf) der ehemaligen Lausitzer Eisenbahn-Gesellschaft gebildet, wobei die Züge teilweise bis Żagań (Sagan) durchgebunden wurden. Der Personenverkehr auf dem Abschnitt Sanice–Przewóz wurde 1984 eingestellt.

## Fahrzeugeinsatz
Bei Betriebsaufnahme waren zwei dreiachsige Dampflokomotiven von Borsig (Bauart Cn2t, Fabriknummer 6674 und 6675) vorhanden. Sie erhielten die Bahnnummern 1c „Oder“ und die Bahnnummer 2c „Elbe“. 1c ging später an die DR und erhielt dort die Nummer 89 6132. 2c blieb 1945 im Hauptwerk Jauer.
Eine zweiachsige Lok des gleichen Herstellers, die spätere DR 98 6212, kam 1908 hinzu und trug hier die Bahnnummer 3b und den Namen Neisse.
Später kam noch 4b dazu, welche 1929 an die Grube Stadt Görlitz verkauft wurde.